# Bettadavarekere, Tarikere
Bettadavarekere là một làng thuộc tehsil Tarikere, huyện Chikmagalur, bang Karnataka, Ấn Độ.